# Dywizja Forteczna Kreta
Dywizja Forteczna Kreta (niem. Festungs-Division Kreta) – jedna z niemieckich dywizji fortecznych. Utworzona w styczniu 1942 roku ze 164 Dywizji Piechoty i pododdziałów rozwiązanej 713 Dywizji Piechoty. W sierpniu 1942 roku została przekształcona w 164 Lekką Dywizję Afrykańską (164 leichte Afrika-Division). Pododdziały nie wysłane do Afryki zasiliły Brygadę Forteczną Kreta.

## Dowódca
- generał porucznik Josef Flottmann

## Skład
- 382 pułk piechoty
- 433 pułk piechoty
- 440 pułk piechoty
- 220 pułk artylerii
- 220 batalion inżynieryjny
- 220 batalion łączności
- 220 dywizyjne oddziały zaopatrzeniowe